# 松居直美 (タレント)
松居 直美（まつい なおみ、1968年1月14日 - ）は、日本のタレント、歌手、女優、ものまねタレント。ゴールデンミュージックプロモーション所属。

## 来歴
1968年1月14日、茨城県筑波郡谷田部町（現：つくば市）に生まれる。「直美」という名前は、歌手の佐良直美にあやかりつけられた名前である。小学校6年生の時に実家がペットショップを経営していたが、隣の家が肉屋であったため、1年で閉店を余儀なくされた。
中学2年生で『歌まね振りまねスターに挑戦!!』（日本テレビ）に出演。そのまま芸能界にスカウトされ、谷田部町立高山中学校（現：つくば市立高山中学校）在学中の1982年に『電話のむこうに故郷が』で歌手デビューする。
もともとアイドル演歌歌手だったが、『欽ドン!良い子悪い子普通の子』（フジテレビ）のコーナー「良いOL・悪いOL・普通のOL 」で「普通のOL」役に起用され、素人っぽさの残る動きや茨城訛り、アドリブのやり取りなどがお茶の間に浸透する。コーナーも出演者も瞬く間に人気となり、OL役3人で「よせなべトリオ」を結成してレコードデビューまで至る。
「よせなべトリオ」のデビュー曲『大きな恋の物語』はオリコンで最高位8位・16万枚を越すヒットを記録。歌番組に出演する機会もあったが、松居はデビュー当時中学3年生であったため、生放送の番組に出演することはなかった。ただし、「よせなべトリオ」の生田悦子・小柳みゆきの2人が生出演し、松居がVTRで出演することは幾度かあった。
明治大学付属中野高等学校定時制中退後、東海大学付属望星高等学校へ進学したが中退する。
『ものまね王座決定戦』（フジテレビ）では得意のモノマネを生かし、松本明子・篠塚満由美、他一名とともに「ものまね女四天王」と呼ばれた（定番は坂本冬美や石川さゆり、都はるみなど）。
1994年6月、声帯ポリープ摘出手術のため入院する。当時レギュラー司会を務めていた『おそく起きた朝は…』（フジテレビ）は収録日の都合から休まず出演できた。
2004年、自身をモチーフにしたパチンコ台『CR松居直美』が藤商事からリリースされる。2014年には自身初となる料理本『可愛い料理』を朝日出版社から出版した。2016年に開設したオフィシャルブログでは自身の更年期障害や息子の不登校の経験などを率直に綴った。また、2020年6月からは、元保護猫との生活を綴っている。

## 人物
- 『ドリフ大爆笑』（フジテレビ）に度々ゲストで出演した際はいわゆる三枚目女の子キャラという扱われ方が多く、志村けんがコーチ役に扮した部活コントでは石川秀美と比較されることが多かった。

- ピースのボケ担当又吉直樹のファンである[4]。
- 1990年代半ばからイチローと親交がある[5]。
- 『はやく起きた朝は…』（フジテレビ）で長年共演している磯野貴理子、森尾由美とプライベートでも親交があり、森の磯松というユニットも組んでいる。とりわけ磯野とは親友同士で、磯野が交際相手の一般人男性と破局危機を迎えた際には「好きなら別れることないよ」とアドバイスした。結果、磯野は破局を思い留まり、2012年9月にその男性と再婚した[6][7]。2019年5月に『はやく起きた朝は…』で磯野が男性との離婚を報告すると、顔を両手で覆って号泣し、磯野に対して「あたしたちが一生、面倒見ますから」と告げた[8]。

## ものまねレパートリー
- 石川さゆり
- 奥村チヨ
- 菊池桃子
- 工藤静香
- 泉ピン子
- 研ナオコ
- 小泉今日子
- 坂本冬美
- 桜田淳子
- 椎名林檎
- 瀬川瑛子
- 中島美嘉
- 中島みゆき
- 浜崎あゆみ
- 藤圭子
- 松田聖子
- MISIA
- 都はるみ
- 森昌子
- YUI
- 並木路子
- 長山洋子

## 出演

### テレビ番組
- 欽ドン!良い子悪い子普通の子（フジテレビ）
- まんがどうして物語（1984年 - 1986年、TBS）
- 大きなお世話だ（1985年 - 1986年、日本テレビ）
- ザ・テレビ演芸（テレビ朝日）
- 世界どっきりウォッチ（テレビ朝日）
- カッ飛び!花マル塾（テレビ朝日）
- 愛川欽也のロマン探訪（テレビ東京）
- やる気マンマン日曜日（TBS）
- 上岡龍太郎がズバリ!（TBS）
- ものまね珍坊（フジテレビ）
- ザ・対決!（フジテレビ）
- クイズ地球まるかじり（テレビ東京）
- すてきな出逢い いい朝8時（毎日放送）
- クイズ!!ひらめきパスワード（毎日放送）
- にっぽんの歌（テレビ東京）
- 文珍なぞなぞランド（1986年 - 1987年、朝日放送）
- 歌謡びんびんハウス（1986年11月 - 1987年10月、テレビ朝日）
- クイズずばり知りたい（1989年 - 1990年、テレビ東京）
- ものまね王座決定戦（1980年代後半 - 2000年10月・2012年、フジテレビ）
- 志村けんのだいじょうぶだぁ（1992年 - 1993年、フジテレビ）
- おそく起きた朝は…（1994年 - 2003年、フジテレビ）
- 初笑い東西寄席（1994年 - 1998年、NHK総合） - 正月演芸番組で開始時より司会やリポーター
- 笑いがいちばん（1994年10月 - 1998年3月、NHK総合） - 司会、途中約1年間は産休
- 笑いの王国（1991年 - 1992年、テレビ朝日）
- きょうの料理（1998年度レギュラー、NHK教育）
- 史上最強のメガヒットカラオケBEST100 完璧に歌って1000万円!!（1999年 - 2010年、テレビ朝日） - 過去すべての回に出演。
- いきなり!黄金伝説。（2000年 - 2016年、テレビ朝日）
- 爆笑そっくりものまね紅白歌合戦スペシャル（2001年 - 2013年[注 3]、フジテレビ）
- BS歌謡最前線（2001年　- 2002年、NHK BS2） - 司会
- 難問解決!ご近所の底力（2003年 - 2006年、NHK総合）
- おそく起きた昼は…（2003年 - 2005年、フジテレビ）
- 午後は○○おもいッきりテレビ（2005年 - 2007年、日本テレビ）
- クスクス（ - 2005年3月、中京テレビ）
- はやく起きた朝は…（2005年 - 、フジテレビ）
- 母の味宅配便（2012年 - 2015年、BSジャパン） - ナレーション
- しぜんとあそぼ（NHK Eテレ） - 「あかてがに」「からす」ナレーション
- キニナル金曜日（2017年 - 、TBS） - 準レギュラー

### テレビドラマ
- 花嫁衣裳は誰が着る（1986年、フジテレビ） - 田代かおり 役
- 特捜最前線 第493話「女装殺人・男たちのレイ・オフ!」（1986年、テレビ朝日） - 松井智子 役
- 水曜ドラマスペシャル「ベスト・フレンド」（1987年、TBS）
- プロゴルファー祈子（1987年、フジテレビ） - 室田花子 役
- 熱っぽいの!（1988年、フジテレビ） - 中畑君子 役
- 家政婦は見た!（1997年、テレビ朝日） - 緑川みどり 役
- 向田邦子終戦特別企画（TBS）
  - 「昭和のいのち」（1998年、カノックス/TBS） - 千代 役
  - 「あさき夢見し」（1999年、カノックス/TBS） - 山之内敏子 役
- 金曜ドラマ クロサギ 第10・11話（2006年6月16日 - 23日、TBS） - 水野可南子 役
- 孤独のグルメ Season1 第10話（2012年3月7日、テレビ東京） - 八百屋の奥さん 役
- 日曜劇場（TBS）
  - 半沢直樹 第2部（2013年8月25日 - 9月） - 岸川夫人 役
  - 集団左遷!! 第6話（2019年5月26日） - 樋口冴子 役[9]
- 月曜名作劇場「温泉殺人事件シリーズ2・伊豆天城温泉殺人事件」（2016年10月24日、TBS） - バスガイド 役
- 日曜ワイド 将軍刑事（2018年1月21日、テレビ朝日） - 伊坂弥生 役
- 相棒 season18 第13話「神の声」（2020年1月22日、テレビ朝日） - 山下琴江 役

### ラジオ番組
- ジョイフルポップ「日本のアイドル歌謡」（1988年4月 - 1990年3月、NHK-FM）

### 映画
- 俺ら東京さ行ぐだ（1985年8月3日公開、松竹） - 野々宮雪絵 役
- 男はつらいよ 柴又より愛をこめて（1985年12月28日公開、松竹） - リポーター・女子高生 役
- はやく起きた朝は…オンステージTHE MOVIE（2011年6月18日公開、S・D・P）

### 舞台
- BOY（1988年7月22日 - 24日、水道橋・全国労音会館ホール） - 主演・BOY 役
- はやく起きた朝は… オン・ステージ（2000年 ‐ 2011年、サンシャイン劇場）
- あらん はらん しらん（2009年1月、明治座） ※作・演出：萩本欽一
- カックラキン大劇場in中日劇場 「お化け物語」（2010年8月、中日劇場） ※作・演出：渡辺正行
- いかん どっかん あっけらかん（2011年1月、明治座） ※作・演出：萩本欽一
- はやく起きた朝は… 20年!ありがとうLIVE（2013年5月、シアター1010）
- 細川たかし 歌謡ショー&松居直美 愉快なトーク爆笑ステージ（2013年8月、明治座）
- 欽ちゃん奮闘公演 THE LAST ほめんな ほれんな とめんな（2014年3月、明治座）
- はやく起きた朝は… オン・ステージ2014（2014年9月 - 10月、シアター1010）
- 前川清&瀬川瑛子 新春特別公演 〜スペシャルゲスト 松居直美〜（2017年1月、中日劇場）
- コロッケ特別公演（2018年1月 - 2月、明治座） - 日替わりショーゲスト
- 前川清&中村美律子 爆笑劇場 in 中日劇場 〜スペシャルゲスト 松居直美〜（2018年3月、中日劇場）
- 50周年記念 前川清特別公演（2019年1月 - 2月、明治座）
- 新歌舞伎座開場60周年記念特別企画 前川清 神野美伽 〜スペシャルゲスト 松居直美〜（2019年3月、新歌舞伎座）
- Thank you very マッチ de SHOW「ギンギラ学園物語」（2024年12月、明治座）[10]
- Thank you very マッチ de SHOW「ギンギラ学園物語 新春！再びマッチでーす！」（2025年12月 - 2026年1月〈予定〉、明治座）[11]

### CM
- 日本コカ・コーラ 『メローイエロー』
- 江崎グリコ 『ペロチュー』※小柳友貴美との出演
- アース製薬 『アースノーマット』※1984年、森光子との共演
- アコム
- 日産自動車 創立60周年記念 「熱血大感謝フェア」
- エバラ食品
- サンヨー食品
- カネヨ石鹸
- 日本無線 『NTTドコモ ムーバR』
- 藤商事 『CR松居直美』

## 著書
- 可愛い料理（2014年4月8日、朝日出版社）ISBN 978-4-2550-0772-4

## 音楽
- 松居が出演した『まんがどうして物語』（TBS）で本人が歌ったオープニングテーマ『バビブベBOY』は、2013年現在もCD化されていない（A面曲に収録されているエンディングテーマはCD化済み）。

### シングル
| #                      | 発売日                 | A/B面                  | タイトル                      | 作詞                   | 作曲                   | 編曲                   | 規格品番               |
| フィリップス・レコード | フィリップス・レコード | フィリップス・レコード | フィリップス・レコード        | フィリップス・レコード | フィリップス・レコード | フィリップス・レコード | フィリップス・レコード |
| ---------------------- | ---------------------- | ---------------------- | ----------------------------- | ---------------------- | ---------------------- | ---------------------- | ---------------------- |
| 1                      | 1982年 2月25日         | A面                    | 電話のむこうに故郷が          | 武田鉄矢               | 小林亜星               | 斉藤恒夫               | 7PL-68                 |
| 1                      | 1982年 2月25日         | B面                    | 夕焼け                        | たきのえいじ           | 小林亜星               | 斉藤恒夫               | 7PL-68                 |
| 2                      | 1983年 3月3日          | A面                    | 微妙なとこネ                  | 売野雅勇               | 井上大輔               | 井上大輔               | 7PL-113                |
| 2                      | 1983年 3月3日          | B面                    | 涙色のまま                    | 売野雅勇               | 井上大輔               | 井上大輔               | 7PL-113                |
| 3                      | 1983年 7月25日         | A面                    | あンあン渡り鳥                | 吉岡治                 | 市川昭介               | 斉藤恒夫               | 7PL-127                |
| 3                      | 1983年 7月25日         | B面                    | 母子草                        | 吉岡治                 | 市川昭介               | 斉藤恒夫               | 7PL-127                |
| 4                      | 1983年 11月21日        | A面                    | 兄さん                        | 杉紀彦                 | 井上大輔               | 中村暢之               | 7PL-140                |
| 4                      | 1983年 11月21日        | B面                    | 純潔だ・も・の                | 篠塚満由美             | 馬場孝幸               | 中村暢之               | 7PL-140                |
| 5                      | 1984年 3月1日          | A面                    | ギザギザハートの子守唄        | 康珍化                 | 芹澤廣明               | 入江純                 | 7PL-152                |
| 5                      | 1984年 3月1日          | B面                    | （カラオケ）                  | -                      | 芹澤廣明               | 入江純                 | 7PL-152                |
| 6                      | 1984年 4月25日         | A面                    | 恋は御知合い!                 | 篠塚満由美             | 山本次郎               | 山本次郎               | 7PL-154                |
| 6                      | 1984年 4月25日         | B面                    | バビブベBOY                   | 篠塚満由美             | 古田喜昭               | 勝山俊一郎             | 7PL-154                |
| 7                      | 1984年 10月25日        | A面                    | ちんぴら                      | 甲斐よしひろ           | 甲斐よしひろ           | 入江純                 | 7PL-176                |
| 7                      | 1984年 10月25日        | B面                    | おちこぼれ数え唄              | 篠塚満由美             | 馬場孝幸               | 入江純                 | 7PL-176                |
| 日本コロムビア         |                        |                        |                               |                        |                        |                        |                        |
| 8                      | 1985年 9月1日          | A面                    | おとうさん                    | いではく               | 遠藤実                 | 只野通泰               | AH-642                 |
| 8                      | 1985年 9月1日          | B面                    | ふるさとはふれあう町          | いではく               | 遠藤実                 | 森岡賢一郎             | AH-642                 |
| 9                      | 1985年 12月1日         | A面                    | Starship Blue〜夢エネルギー〜 | 吉元由美               | 芹澤廣明               | 馬飼野康二             | AH-689                 |
| 9                      | 1985年 12月1日         | B面                    | 心の中の楽園                  | 吉元由美               | 芹澤廣明               | 馬飼野康二             | AH-689                 |
| 10                     | 1986年 6月21日         | A面                    | TALK TO ME                    | 内藤綾子               | M.Ross R.Ross          | 戸塚修                 | AH-750                 |
| 10                     | 1986年 6月21日         | B面                    | BIT BY BIT                    | 内藤綾子               | H.Faltermeyer F.Golde  | 戸塚修                 | AH-750                 |
| 11                     | 1988年 2月21日         | A面                    | もう泣かないで                | 阿久悠                 | 三木たかし             | 若草恵                 | AH-907                 |
| 11                     | 1988年 2月21日         | B面                    | 花一輪                        | 阿久悠                 | 三木たかし             | 三木たかし             | AH-907                 |
| 12                     | 1989年 10月21日        | A面                    | からかわないで                | 杉本真人               | 杉本真人               | 若草恵                 | TD-1249                |
| 12                     | 1989年 10月21日        | B面                    | 勝手じゃないの                | 杉本真人               | 杉本真人               | 若草恵                 | TD-1249                |
| 東芝EMI                |                        |                        |                               |                        |                        |                        |                        |
| 13                     | 1992年 2月21日         | 01                     | その名は太郎                  | 下地亜記子             | 水森英夫               | 前田俊明               | TODT-2962              |
| 13                     | 1992年 2月21日         | 02                     | 燃えてドドンパ                | 下地亜記子             | 水森英夫               | 前田俊明               | TODT-2962              |
| 14                     | 1995年 1月18日         | 01                     | 乳白色のプリズム              | 島武実                 | 宇崎竜童               | 藤原いくろう           | TODT-3410              |
| 14                     | 1995年 1月18日         | 02                     | わかって                      | 京えりこ               | 小笠原寛               | 矢野立美               | TODT-3410              |

その他の名義のシングル
| #                           | 発売日              | A/B面               | タイトル                   | 作詞                | 作曲                | 編曲                | 規格品番                   |
| よせなべトリオ 名義         | よせなべトリオ 名義 | よせなべトリオ 名義 | よせなべトリオ 名義        | よせなべトリオ 名義 | よせなべトリオ 名義 | よせなべトリオ 名義 | よせなべトリオ 名義        |
| --------------------------- | ------------------- | ------------------- | -------------------------- | ------------------- | ------------------- | ------------------- | -------------------------- |
| 1                           | 1982年 8月5日       | A面                 | 大きな恋の物語             | 島武実              | 佐久間正英          | 佐久間正英          | 7K-72 (FL盤) 7PL-94 (PH盤) |
| 1                           | 1982年 8月5日       | B面                 | よせなべ行進曲             | 島武実              | 佐久間正英          | 佐久間正英          | 7K-72 (FL盤) 7PL-94 (PH盤) |
| 森の磯松 名義               |                     |                     |                            |                     |                     |                     |                            |
| 1                           | 1997年 11月19日     | 01                  | Happy Line                 | とみたきょうこ      | 中山加奈子          | 山川恵津子          | PCDA-1016                  |
| 2                           | 1999年 3月17日      | 01                  | おそく起きた朝…            | 森の磯松            | 門司肇              | 門司肇              | PCDA-1144                  |
| 増位山太志郎＆松居直美 名義 |                     |                     |                            |                     |                     |                     |                            |
| 1                           | 2012年 7月25日      | 01                  | 秘そやかに華やかに         | 建石一              | 徳久広司            | 池多孝春            | TECA-12363                 |
| 1                           | 2012年 7月25日      | 02                  | だから今夜は…              | 初信之介            | 徳久広司            | 竜崎孝路            | TECA-12363                 |
| 2                           | 2013年 7月17日      | 01                  | 男と女のオルゴール         | 建石一              | 徳久広司            | 池多孝春            | TECA-12459                 |
| 山本譲二＆松居直美 名義     |                     |                     |                            |                     |                     |                     |                            |
| 1                           | 2021年 4月21日      | 01                  | 事実は小説よりも奇なり     | 綾小路翔            | 綾小路翔            | 木内健              | TECA-21017                 |
| 1                           | 2021年 4月21日      | 02                  | 酔えないお酒もいいじゃない | 北爪葵              | 恩田涼平            | 周防泰臣            | TECA-21017                 |

### タイアップ曲
| 年     | 楽曲                          | タイアップ                                                |
| ------ | ----------------------------- | --------------------------------------------------------- |
| 1984年 | バビブベBOY                   | TBS系テレビアニメ「まんがどうして物語」オープニングテーマ |
| 1984年 | 恋は御知合い!                 | TBS系テレビアニメ「まんがどうして物語」エンディングテーマ |
| 1985年 | Starship Blue〜夢エネルギー〜 | TBS系テレビアニメ「まんがどうして物語」オープニングテーマ |
| 1985年 | 心の中の楽園                  | TBS系テレビアニメ「まんがどうして物語」エンディングテーマ |
| 1986年 | TALK TO ME                    | TBS系テレビドラマ「天使のアッパーカット」主題歌           |

### その他の楽曲NHK
みんなのうた
1991年4月29日放送の『特集みんなのうた〜787曲の思い出』で司会として出演した松居は番組内で「自分もいつか歌いたい」とコメントを残し、放送後以下の2曲を歌唱した。いずれも松居歌唱でのCD化はされていない（カバーは存在する）。
- なっとうダ！[12]（放送時期：1992年2月～3月期） 
  - 作詞：須田あきら、作曲：須田あきら、編曲：添田啓司、アニメーション：西村緋祿司
- イルカ・ラ・バンバ[13]（放送時期：1993年12月～1994年1月期） 
  - 作詞：飯島利枝子、作曲：小林亜星、編曲：矢田部正、実写